# 506
506 (DVI) je bilo navadno leto, ki se je po julijanskem koledarju začelo na nedeljo.

## Dogodki
- 1. januar

## Rojstva
- Vej Šov, kitajski zgodovinar, avtor Knjige Veja († okoli 572)